# Liste der Bodendenkmäler in Leutershausen
Auf dieser Seite sind die Bodendenkmäler in der mittelfränkischen Stadt Leutershausen zusammengestellt. Diese Tabelle ist eine Teilliste der Liste der Bodendenkmäler in Bayern. Grundlage ist die Bayerische Denkmalliste, die auf Basis des Bayerischen Denkmalschutzgesetzes vom 1. Oktober 1973 erstmals erstellt wurde und seither durch das Bayerische Landesamt für Denkmalpflege geführt wird. Die folgenden Angaben ersetzen nicht die rechtsverbindliche Auskunft der Denkmalschutzbehörde.

## Bodendenkmäler der Gemeinde Leutershausen

### Bodendenkmäler in der Gemarkung Auerbach
| Lage                | Objekt                             | Akten-Nr.     | Bild |
| ------------------- | ---------------------------------- | ------------- | ---- |
| Auerbach (Standort) | Freilandstation des Mesolithikums. | D-5-6628-0048 |      |

### Bodendenkmäler in der Gemarkung Brunst
| Lage              | Objekt | Akten-Nr.     | Bild |
| ----------------- | --- | ------------- | ---- |
| Brunst (Standort) | Mittelalterlicher Burgstall. | D-5-6727-0063 |      |
| Brunst (Standort) | Mittelalterliche und frühneuzeitliche Befunde im Bereich der Evangelisch-Lutherischen Pfarrkirche St. Wenzel, Friedhof des Mittelalters und der frühen Neuzeit. | D-5-6728-0118 |      |

### Bodendenkmäler in der Gemarkung Büchelberg
| Lage                                | Objekt | Akten-Nr.     | Bild |
| ----------------------------------- | --- | ------------- | ---- |
| Büchelberg (Standort)               | Siedlung der Steinzeiten. | D-5-6728-0021 |      |
| Büchelberg (Standort)               | Siedlung der Steinzeiten. | D-5-6728-0022 |      |
| Büchelberg Leutershausen (Standort) | Abschnittsbefestigung des frühen Mittelalters sowie untertägige spätmittelalterliche und frühneuzeitliche Teile der abgegangenen Wallfahrtskapelle St. Stephan auf dem Büchelberg. | D-5-6728-0128 |      |

### Bodendenkmäler in der Gemarkung Erlbach
| Lage               | Objekt                       | Akten-Nr.     | Bild |
| ------------------ | ---------------------------- | ------------- | ---- |
| Erlbach (Standort) | Siedlung der Steinzeiten.    | D-5-6728-0113 |      |
| Erlbach (Standort) | Siedlung der Steinzeiten.    | D-5-6728-0114 |      |
| Erlbach (Standort) | Mittelalterlicher Burgstall. | D-5-6728-0115 |      |

### Bodendenkmäler in der Gemarkung Frommetsfelden
| Lage                      | Objekt | Akten-Nr.     | Bild |
| ------------------------- | --- | ------------- | ---- |
| Frommetsfelden (Standort) | Siedlung der Steinzeiten. | D-5-6628-0011 |      |
| Frommetsfelden (Standort) | Siedlung vorgeschichtlicher Zeitstellung, Freilandstation des Mesolithikums sowie Siedlung des Neolithikums.                                                    | D-5-6628-0012 |      |
| Frommetsfelden (Standort) | Siedlung der Steinzeiten. | D-5-6628-0013 |      |
| Frommetsfelden (Standort) | Siedlung der Steinzeiten. | D-5-6628-0014 |      |
| Frommetsfelden (Standort) | Freilandstation des Mesolithikums. | D-5-6628-0064 |      |
| Frommetsfelden (Standort) | Mittelalterliche und frühneuzeitliche Befunde im Bereich der Evangelisch-Lutherischen Pfarrkirche St. Erhard, Friedhof des Mittelalters und der frühen Neuzeit. | D-5-6628-0112 |      |

### Bodendenkmäler in der Gemarkung Jochsberg
| Lage                 | Objekt | Akten-Nr.     | Bild |
| -------------------- | --- | ------------- | ---- |
| Jochsberg (Standort) | Mittelalterlicher Wasserburgstall, frühneuzeitliches ehemaliges Schloss Jochsberg.                                                                                 | D-5-6628-0031 |      |
| Jochsberg (Standort) | Freilandstation des Mesolithikums. | D-5-6628-0063 |      |
| Jochsberg (Standort) | Mittelalterliche und frühneuzeitliche Befunde im Bereich der Evangelisch-Lutherischen Pfarrkirche St. Mauritius, Friedhof des Mittelalters und der frühen Neuzeit. | D-5-6628-0114 |      |

### Bodendenkmäler in der Gemarkung Leutershausen
| Lage                     | Objekt | Akten-Nr.     | Bild |
| ------------------------ | --- | ------------- | ---- |
| Leutershausen (Standort) | Siedlung der Steinzeiten.                                                                                         | D-5-6628-0061 |      |
| Leutershausen (Standort) | Mittelalterliche und frühneuzeitliche Befunde im Bereich der befestigten Altstadt von Leutershausen.              | D-5-6628-0104 |      |
| Leutershausen (Standort) | Mittelalterliche Stadtbefestigung von Leutershausen.                                                              | D-5-6628-0105 |      |
| Leutershausen (Standort) | Mittelalterliche und frühneuzeitliche Befunde im Bereich der Oberen Vorstadt von Leutershausen.                   | D-5-6628-0106 |      |
| Leutershausen (Standort) | Mittelalterliche und frühneuzeitliche Befunde im Bereich der Evangelisch-Lutherischen Stadtpfarrkirche St. Peter. | D-5-6628-0107 |      |
| Leutershausen (Standort) | Mittelalterliche und frühneuzeitliche Befunde im Bereich der ehemalige Kapelle St. Leonhard.                      | D-5-6628-0108 |      |
| Leutershausen (Standort) | Frühneuzeitliche Befunde im Bereich der ehemalige Kreuzkirche, Friedhof der frühen Neuzeit.                       | D-5-6628-0109 |      |
| Leutershausen (Standort) | Mittelalterlicher Burgstall, frühneuzeitliche Befunde im Bereich des ehemaligen markgräflichen Stadtschlosses.    | D-5-6628-0110 |      |
| Leutershausen (Standort) | Archäologische Befunde im Bereich der frühneuzeitlichen ehemalige Synagoge in Leutershausen.                      | D-5-6628-0121 |      |
| Leutershausen (Standort) | Siedlung der Steinzeiten.                                                                                         | D-5-6728-0074 |      |
| Leutershausen (Standort) | Freilandstation des Mesolithikums.                                                                                | D-5-6728-0079 |      |
| Leutershausen (Standort) | Freilandstation des Spätpaläolithikums.                                                                           | D-5-6728-0080 |      |
| Leutershausen (Standort) | Mittelalterliche und frühneuzeitliche Befunde im Bereich der Unteren Vorstadt von Leutershausen.                  | D-5-6728-0116 |      |

### Bodendenkmäler in der Gemarkung Mittelramstadt
| Lage                      | Objekt                                                                            | Akten-Nr.     | Bild |
| ------------------------- | --------------------------------------------------------------------------------- | ------------- | ---- |
| Mittelramstadt (Standort) | Siedlung der Steinzeiten.                                                         | D-5-6628-0058 |      |
| Mittelramstadt (Standort) | Mittelalterliche und frühneuzeitliche Befunde im Bereich von Schloss Rammersdorf. | D-5-6628-0116 |      |

### Bodendenkmäler in der Gemarkung Neunkirchen b.Leutershausen
| Lage                                   | Objekt                                                                                             | Akten-Nr.     | Bild |
| -------------------------------------- | -------------------------------------------------------------------------------------------------- | ------------- | ---- |
| Neunkirchen b.Leutershausen (Standort) | Freilandstation des Mesolithikums.                                                                 | D-5-6628-0053 |      |
| Neunkirchen b.Leutershausen (Standort) | Freilandstation des Spätpaläolithikums und des Mesolithikums.                                      | D-5-6628-0054 |      |
| Neunkirchen b.Leutershausen (Standort) | Freilandstation des Mesolithikums.                                                                 | D-5-6628-0055 |      |
| Neunkirchen b.Leutershausen (Standort) | Freilandstation des Mesolithikums.                                                                 | D-5-6628-0056 |      |
| Neunkirchen b.Leutershausen (Standort) | Mittelalterliche Töpferwerkstatt.                                                                  | D-5-6628-0057 |      |
| Neunkirchen b.Leutershausen (Standort) | Mittelalterliche und frühneuzeitliche Befunde im Bereich der Evangelisch-Lutherischen Pfarrkirche. | D-5-6628-0118 |      |

### Bodendenkmäler in der Gemarkung Rauenbuch
| Lage                 | Objekt                       | Akten-Nr.     | Bild |
| -------------------- | ---------------------------- | ------------- | ---- |
| Rauenbuch (Standort) | Mittelalterlicher Burgstall. | D-5-6728-0082 |      |

### Bodendenkmäler in der Gemarkung Wiedersbach
| Lage                   | Objekt | Akten-Nr.     | Bild |
| ---------------------- | --- | ------------- | ---- |
| Wiedersbach (Standort) | Siedlung der Steinzeiten.                                                                                  | D-5-6728-0073 |      |
| Wiedersbach (Standort) | Mittelalterlicher Wasserburgstall.                                                                         | D-5-6728-0081 |      |
| Wiedersbach (Standort) | Mittelalterliche und frühneuzeitliche Befunde im Bereich der Evangelisch-Lutherischen Filialkirche.        | D-5-6728-0126 |      |
| Wiedersbach (Standort) | Mittelalterliche und frühneuzeitliche Befunde im Bereich des ehemaligen Schlossguts der Freiherrn von Eyb. | D-5-6728-0127 |      |